# Por Portugal
Por Portugal é um extended play (EP) digital da banda portuguesa de rock UHF. Editado em 7 de julho de 2014 pela AM.RA Discos, com distribuição da iTunes Store.
Trata-se de um disco de incentivo à coesão nacional. Um trabalho de intervenção social com uma mensagem positiva de união dos cidadãos em prol da nação portuguesa, para que consigam ultrapassar o momento social difícil provocado pela crise mundial económica e financeira iniciada em 2008.
Por portugal reúne cinco canções recuperadas de edições anteriores, sendo três de António Manuel Ribeiro a solo e duas da banda UHF. Assim, Somos Nós Quem Vai Ganhar, é um extended play que fornece todas as faixas para esta edição digital. Trata-se do hino da Seleção portuguesa de futebol de sub-17, que o líder dos UHF aceitou escrever a convite da Federação Portuguesa de Futebol. A canção obteve grande exposição mediática depois do título de campeão da Europa alcançado pela Seleção das quinas em 2003. Esse trabalho a solo do vocalista foi editado em três versões: normal, emoção no estádio e versão longa. "Por Portugal Eu Dou"  é um single de inéditos que foi oferecido com a compra do bilhete para assistir ao concerto de gravação do quarto álbum ao vivo dos UHF Ao Norte Unplugged, em 2011, na cidade de Fafe. Um tema de cariz interventivo que faz um apelo aos cidadãos para o contributo na reconstrução económica do país. A fechar o EP, a banda aponta soluções – "Portugal (somos nós)" – é um registo captado ao vivo, uma canção extremamente positiva, a puxar pelas pessoas, um apelo à consciência nacional. Originalmente editado no álbum Porquê? (2010).[carece de fontes?]

## Lista de faixas
O extended play (EP) é composto por quatro faixas em versão padrão e por uma tocada ao vivo. António Manuel Ribeiro é compositor em todas elas.
| EP digital     |                                                 |                    |         |  |
| N.º            | Título                                          | Compositor(es)     | Duração |  |
| 1.             | "Somos Nós Quem Vai Ganhar"                     | António M. Ribeiro | 04:02   |  |
| 2.             | "Somos Nós Quem Vai Ganhar (emoção no Estádio)" | António M. Ribeiro | 04:02   |  |
| 3.             | "Somos Nós Quem Vai Ganhar (versão longa)"      | António M. Ribeiro | 07:21   |  |
| 4.             | "Por Portugal Eu Dou"                           | António M. Ribeiro | 02:39   |  |
| 5.             | "Portugal (somos nós)" (ao vivo)                | António M. Ribeiro | 03:53   |  |
| Duração total: | Duração total:                                  | Duração total:     | 21:17   |  |

## Membros da banda
- António Manuel Ribeiro (vocal) e (guitarra)
- António Côrte-Real (guitarra)
- Luís 'Cebola' Simões (baixo)
- Nuno Oliveira (teclas)
- Ivan Cristiano (bateria)